# Чемпионат Европы по волейболу среди женщин 1950
2-й чемпионат Европы по волейболу среди женщин прошёл с 14 по 22 октября 1950 года в столице Болгарии Софии с участием 6 национальных сборных команд. Чемпионский титул во второй раз подряд выиграла сборная СССР.

## Команды-участницы
Болгария, Венгрия, Польша, Румыния, СССР, Чехословакия.

## Система проведения чемпионата
6 команд-участниц чемпионата провели однокруговой турнир, по результатам которого была определена итоговая расстановка мест.

## Результаты
| М | Команда      | 1   | 2   | 3   | 4   | 5   | 6   | И | В | П | С/П  | О  |
| - | ------------ | --- | --- | --- | --- | --- | --- | - | - | - | ---- | -- |
| 1 | СССР         |     | 3:0 | 3:0 | 3:0 | 3:0 | 3:0 | 5 | 5 | 0 | 15:0 | 10 |
| 2 | Польша       | 0:3 |     | 3:1 | 3:0 | 3:0 | 3:0 | 5 | 4 | 1 | 12:4 | 9  |
| 3 | Чехословакия | 0:3 | 1:3 |     | 3:0 | 3:0 | 3:0 | 5 | 3 | 2 | 10:6 | 8  |
| 4 | Болгария     | 0:3 | 0:3 | 0:3 |     | 3:1 | 3:1 | 5 | 2 | 3 | 6:11 | 7  |
| 5 | Румыния      | 0:3 | 0:3 | 0:3 | 1:3 |     | 3:2 | 5 | 1 | 4 | 4:14 | 6  |
| 6 | Венгрия      | 0:3 | 0:3 | 0:3 | 1:3 | 2:3 |     | 5 | 0 | 5 | 3:15 | 5  |

14 октября: Польша — Болгария 3:0 (15:12, 15:7, 15:7).
15 октября: Чехословакия — Венгрия 3:0 (15:7, 15:11, 15:13); СССР — Румыния 3:0 (15:3, 15:0, 15:3).
16 октября: Польша — Чехословакия 3:1 (15:9, 15:3, 12:15, 17:15); СССР — Венгрия 3:0 (15:6, 15:7, 15:4).
17 октября: Болгария — Румыния 3:1 (9:15, 15:9, 15:8, 15:8).
18 октября: Чехословакия — Болгария 3:0 (15:7, 15:13, 15:3); Румыния — Венгрия 3:2 (15:8, 7:15, 12:15, 15:4, 15:9).
19 октября: СССР — Польша 3:0 (15:6, 15:2, 16:14).
20 октября: Болгария — Венгрия 3:1 (13:15, 18:16, 15:8, 15:7); Польша — Румыния 3:0 (15:10, 15:6, 15:8).
21 октября: СССР — Чехословакия 3:0 (15:11, 15:5, 15:8).
22 октября: Чехословакия — Румыния 3:0 (15:6, 15:9, 15:11); СССР — Болгария 3:0 (15:1, 15:3, 15:2); Польша — Венгрия 3:0 (15:6, 15:5, 15:5).

## Итоги

### Положение команд
| 1. СССР         |
| 2. Польша       |
| 3. Чехословакия |
| 4. Болгария     |
| 5. Румыния      |
| 6. Венгрия      |

### Призёры
СССР: Александра Чудина, Милития Кононова, Тамара Петрова, Валентина Свиридова, Валентина Квашенинникова, Александра Жарова, Вера Озерова, Зинаида Кузькина, Мария Топоркова, Ираида Седова, Злата Старовойтова, Анна Пономарёва. Главный тренер — Александр Аникин.
  Польша: Ядвига Бжеснёвская, Александра Энглисх, Ромуальда Грущиньская, Александра Кубяк, Мария Погожельская, Эмилия Щавиньская, Халина Томашевская, Зофья Воевудзка, Мирослава Закшевская, Халина Ожеховская. Главный тренер — Казимеж Стрыхажевский.
  Чехословакия: Индра Батькова, Соня Бурянова, Божена Цигрова, Здена Черна, Либуше Гоудкова, Милена Кримлова, Ленка Кучерова, Ярослава Мировицка, Ярмила Войнарова, Зденка Заплатилкова. Главный тренер — Ян Фидлер.